# Marcin Sydow
Marcin Sydow – polski matematyk i informatyk specjalizujący się w eksploracji danych, algorytmach i inteligencji obliczeniowej.
Profesor nadzwyczajny i kierownik w Katedrze Systemów Inteligentnych, Algorytmów i Matematyki na Wydziale Informatyki oraz założyciel (2007) i kierownik niezależnej jednostki badawczej „Web Mining Lab” w Polsko-Japońskiej Akademii Technik Komputerowych (PJATK) w Warszawie.
Pracuje także jako adiunkt w Instytucie Podstaw Informatyki Polskiej Akademii Nauk. Profesor nadzwyczajny w Zakładzie Sztucznej Inteligencji IPI PAN.

## Życiorys
W 1997 ukończył studia matematyczne na Uniwersytecie Warszawskim.
Doktoryzował się w 2004 w Instytucie Podstaw Informatyki Polskiej Akademii Nauk, pisząc pracę Link Analysis of the Web Graph. Measurements, Models and Algorithms for Web Information Retrieval. Jej promotorem był Mieczysław A. Kłopotek.
W 2016 uzyskał habilitację w oparciu o pracę "Dywersyfikacja informacji w wybranych zadaniach selekcji, wyszukiwania i prezentacji informacji w semantycznych grafach wiedzy i wyszukiwarkach internetowych".
Od 2007 roku jest członkiem Senatu i Rady Naukowej Wydziału PJATK (dawniej PJWSTK). W latach 2007–2010 był koordynatorem Seminarium Web Mining - cyklu zaproszonych wykładów otwartych PJWSTK.